# Keiko Fujimori
 Keiko Fujimori, właśc. Keiko Sofía Fujimori Higuchi (ur. 25 maja 1975 w Limie) – peruwiańska polityk, córka byłego prezydenta Peru Alberta Fujimoriego. Pierwsza dama Peru w latach 1994–2000, deputowana do Kongresu Republiki Peru (2006–2011). Od 2010 jest liderką prawicowo-populistycznej Siły Ludowej. 
Kandydatka w wyborach prezydenckich w 2011, 2016 i 2021.

## Życiorys

### Edukacja i życie prywatne
Jest najstarszą córką Alberto Fujimoriego, prezydenta Peru w latach 1990–2000 oraz Susany Higuchi, deputowanej do parlamentu w latach 2000–2006. Jej rodzice byli potomkami japońskich emigrantów. Podobnie jak jej trzej młodsi bracia uczęszczała do katolickiej szkoły w Limie, Colegio Sagrados Corazones Recoleta. W 1993 ukończyła edukację na poziomie średnim i wyjechała do Stanów Zjednoczonych, by rozpocząć studia z dziedziny administracji na Stony Brook University. Ukończyła je w 1997 na Boston University (tytuł Bachelor of Science).

### Pierwsza dama
23 sierpnia 1994 objęła obowiązki pierwszej damy, po tym jak jej matka odeszła od męża, zarzucając mu korupcję i łamanie prawa. Susana Higuchi już w 1992 oskarżyła męża o defraudację japońskiej dotacji przeznaczonej na pomoc najuboższym. W późniejszym czasie zarzucała Fujimoriemu autorytaryzm, praktyki korupcyjne, a także stosowanie przemocy wobec swoich przeciwników politycznych. 3 sierpnia 1994 postanowiła ostatecznie odejść od męża. W 1997 nastąpił rozwód. Fujimori w wieku 19 lat została najmłodszą pierwszą damą w historii kraju.
Pełniąc tę funkcję kierowała działalnością organizacji charytatywnej Fundación por los Niños del Perú (Fundacja na rzecz Dzieci Peru). W marcu 1996 dodatkowo została prezesem fundacji Fundación Peruana Cardioinfantil (Peruwiańska Fundacja na rzecz Dziecięcej Kardiologii), zbierającej środki na operacje dla dzieci z chorobami serca.
W grudniu 1994 zadebiutowała jako pierwsza dama na arenie międzynarodowej, biorąc udział w I Szczycie Ameryk w Miami. W kolejnych latach wypełniała powierzone jej obowiązki, towarzysząc ojcu w podróżach zagranicznych i podejmowaniu zagranicznych przywódców państwowych i dyplomatów. W 1998 i 1999 reprezentowała kraj na VIII i IX Konferencji Pierwszych Dam, Małżonków i Przedstawicieli Szefów Państw i Rządów Ameryk, odbywających się odpowiednio w Santiago i Ottawie. W 1998 uczestniczyła w Regionalnym Szczycie na rzecz Dzieci w Ameryce Łacińskiej i Karaibach w Cartagenie.
W lipcu 1998 poparła oficjalnie plan przeprowadzenia powszechnego referendum w sprawie trzeciej kadencji prezydenta Fujimoriego, wysunięty przez opozycję. Choć zebranych zostało ponad 1,4 mln podpisów w tej sprawie, Kongres nie zajął się nią. Pomimo iż konstytucja z 1993 dopuszczała maksymalnie dwie kadencje prezydenta, wykładnia przedstawiona przez sąd nie wliczała do tego okresu pierwszej kadencji Fujimoriego z lat 1990−1995. Keiko Fujimori zaangażowała się w kampanię wyborczą ojca, który ostatecznie uzyskał reelekcję, pokonując Alejandra Toledo.
Po wybuchu afery korupcyjnej we wrześniu 2000 oraz antyprezydenckiej rebelii wojskowej w październiku 2000, prezydent Fujimori w połowie listopada wyjechał do Japonii, skąd przesłał faksem swoją rezygnację z urzędu. Tymczasowym szefem państwa został 22 listopada 2000 przewodniczący parlamentu Valentín Paniagua, a obowiązki pierwszej damy przejęła jego małżonka, Nilda Jara de Paniagua. Keiko Fujimori opuściła pałac prezydencki i zamieszkała w domu ciotki ojca.

### Lata 2001–2005
W sierpniu 2001 udała się do Tokio, gdzie przebywał jej ojciec. Władze Japonii zezwoliły na jego pobyt z powodu posiadania przez niego również japońskiego obywatelstwa i odmówiły jego ekstradycji do Peru. W 2001 i 2002 Fujimori broniła ojca oskarżonego przez wymiar sprawiedliwości o korupcję i defraudację środków państwowych.
W 2002 wyjechała do Stanów Zjednoczonych, gdzie w 2004 ukończyła studia MBA w Columbia Business School na Columbia University. Mieszkając w Nowym Jorku poznała Marka Villanellę, Amerykanina pochodzenia włoskiego, którego poślubiła 3 lipca 2004 w Limie. W 2007 urodziła pierwszą córkę Kyarę Sofíe, a dwa lata później drugą, Kaori Marcelę.
W 2004 została oskarżona o defraudację środków zagranicznych przeznaczonych w 1998 na cele charytatywne. Zaprzeczyła zarzutom i uznała je za motywowane politycznie.

### Deputowana do parlamentu
Po ogłoszeniu w listopadzie 2005 przez Alberto Fujimoriego zamiaru startu w wyborach prezydenckich w kwietniu 2006 i jego aresztowaniu w Chile, gdzie chciał rozpocząć przygotowania do swojej kampanii, Keiko Fujimori powróciła do Peru w grudniu 2005 i założyła partię polityczną Sojusz dla Przyszłości (Alianza por el Futuro). Wspierała kandydaturę ojca, a po jej odrzuceniu przez sąd i ekstradycji ojca do Peru (wrzesień 2007) występowała w jego obronie.
W wyborach parlamentarnych w kwietniu 2006 uzyskała mandat deputowanej do Kongresu Republiki Peru z okręgu Lima, uzyskując największą liczbę głosów poparcia w całym kraju. Objęła go 26 lipca 2006. Jako deputowana była autorką zmian w prawie ograniczających przywileje więźniów. Popierała również zaostrzenie kar dla recydywistów i wprowadzenie kary śmierci za gwałt na nieletnich. W 2009 rozpoczęła zbieranie podpisów pod wnioskiem o rejestrację nowej partii politycznej Siła 2011 (Fuerza 2011), która została zarejestrowana w marcu 2010.

### Wybory prezydenckie 2011 i 2016
W 2010 rozpoczęła przygotowania do startu w wyborach prezydenckich w kwietniu 2011. W czasie kampanii wyborczej broniła polityki swego ojca, skazanego w 2009 na 25 lat pozbawienia wolności za łamanie praw człowieka, zabójstwa opozycjonistów i korupcję. Podkreślała jego zaangażowanie w walkę z bojownikami ze Świetlistego Szlaku oraz uchronienie kraju przed hiperinflacją i kryzysem gospodarczym. Opowiadała się za polityką wolnego rynku oraz prezentowała twarde stanowisko w walce z przestępczością. Jednocześnie deklarowała pomoc socjalną dla najuboższych oraz zwiększenie inwestycji w najbiedniejszych częściach kraju. Według jej przeciwników politycznych i części komentatorów, jednym z jej powodów startu miało być ułaskawienie ojca.
W pierwszej turze wyborów 4 kwietnia 2011 zajęła drugie miejsce z wynikiem 23,6% głosów poparcia, przegrywając z Ollantą Humalą (31,7%). Pokonała natomiast byłego premiera Pedra Pabla Kuczynskiego (18,5%) oraz byłego prezydenta Alejandra Toledo (15,6%). W drugiej turze wyborów 5 czerwca 2011 przegrała z Ollantą Humalą.
Keiko Fujimori wygrała pierwszą turę wyborów prezydenckich w kwietniu 2016, otrzymując blisko 40 proc. głosów, jej kontrkandydat Pedro Pablo Kuczynski o ok. 20 proc. mniej. Jednak w drugiej turze minimalnie z  Kuczynskim przegrała.

### Wybory prezydenckie 2021
W związku z podejrzeniem o łapówkarstwo, Keiko Fujimori została umieszczona w areszcie tymczasowym w październiku 2018, początkowo na osiem dni, a następnie na okres 36 miesięcy, do czasu zakończenia śledztwa. W listopadzie 2019 Trybunał Konstytucyjny uchylił areszt tymczasowy. 
W wyborach prezydenckich w 2021 roku Fujimori zdobyła w pierwszej turze 13,4% głosów. W drugiej turze głosowania konkurowała z lewicowym populistą Pedro Castillo. Przegrała minimalnie głosowanie stosunkiem głosów 49,87% do 50,12%.